# Dekanat puszkiński (eparchia moskiewska obwodowa)
Dekanat podolski – jeden z 48 dekanatów eparchii moskiewskiej obwodowej Rosyjskiego Kościoła Prawosławnego. Obejmuje cerkwie położone w rejonie puszkińskim
obwodu moskiewskiego. Funkcjonują w nim cztery cerkwie parafialne miejskie, dwadzieścia trzy cerkwie parafialne wiejskie, dziewiętnaście cerkwi filialnych, cerkiew domowa i piętnaście kaplic.
Funkcję dziekana pełni protojerej Ioann Monarszek.

## Cerkwie w dekanacie[1]
- Cerkiew św. Dymitra Dońskiego w Jeldyginie
- Cerkiew św. Jerzego w Aleszynie
- Cerkiew Ikony Matki Bożej „Cierpiąca” w Artiomowie

Cerkiew św. Aleksandra Newskiego w Artiomowie
Cerkiew Poczajowskiej Ikony Matki Bożej w Artiomowie
Cerkiew św. Jana Rycerza w Artiomowie
Cerkiew Ikony Matki Bożej „Władająca” w Artiomowie
Cerkiew św. Michała Archanioła w Artiomowie
Cerkiew Obrazu Zbawiciela Nie Ludzką Ręką Uczynionego w Artiomowie
Kaplica św. Pantelejmona
Kaplica Ikony Matki Bożej „Poszukiwanie Zaginionych”
Kaplica św. Nikity
Kaplica Iwerskiej Ikony Matki Bożej
Kaplica Kazańskiej Ikony Matki Bożej
Kaplica cmentarna Ikony Matki Bożej „Wszystkich Strapionych Radość”
- Cerkiew Zwiastowania w Bratowszczinie
- Cerkiew Trójcy Świętej w Jeldyginie
- Cerkiew św. Pantelejmona w Zawietach Ilijicza
- Cerkiew Obrazu Zbawiciela Nie Ludzką Ręką Uczynionego w Klaźmie

Cerkiew Griebniewskiej Ikony Matki Bożej w Klaźmie
Kaplica św. Eliasza
Kaplica św. Aleksandra Newskiego
Kaplica św. Sergiusza z Radoneża
- Cerkiew św. Eliasza w Lesnym

Cerkiew Obrazu Zbawiciela Nie Ludzką Ręką Uczynionego w Lesnym
- Cerkiew Opieki Matki Bożej w Lubimowce

Kaplica Ikony Matki Bożej „Niewyczerpany Kielich”
- Cerkiew Ikony Matki Bożej „Nieoczekiwana Radość” w Mamontowce

Cerkiew św. Filareta Moskiewskiego w Mamontowce
- Cerkiew Świętych Nowomęczenników i Wyznawców Rosyjskich w Mitropolju

Cerkiew św. Mikołaja w Mitropolju
- Cerkiew św. Jana Teologa w Mogilcach

Cerkiew Świętych Nowomęczenników i Wyznawców Rosyjskich w Mogilcach
- Cerkiew św. Włodzimierza w Nagornym
- Cerkiew Spotkania Pańskiego w Nowej Dieriewni

Cerkiew św. Aleksandra Newskiego w Nowej Dieriewni
- Cerkiew św. Mikołaja w Prawdinskim

Cerkiew św. Jana Teologa w Prawdinskim
Kaplica św. Jerzego
- Cerkiew Trójcy Świętej w Puszkinie

Cerkiew Przemienienia Pańskiego w Puszkinie
Cerkiew domowa św. Matrony Moskiewskiej w Puszkinie
- Cerkiew św. Mikołaja w Puszkinie
- Cerkiew św. Pantelejmona w Puszkinie
- Cerkiew Bogolubowskiej Ikony Matki Bożej w Puszkinie

Cerkiew Zmartwychwstania Pańskiego w Puszkinie
Cerkiew św. Mikołaja z Miry w Puszkinie
Kaplica Ikony Matki Bożej „Krzew Gorejący”
Kaplica Soboru św. Jana Chrzciciela
- Cerkiew Wniebowstąpienia Pańskiego w Rachmanowie
- Cerkiew Ikony Matki Bożej „Znak” w Roschmielu

Cerkiew św. Jana Chrzciciela w Roschmielu
- Cerkiew Smoleńskiej Ikony Matki Bożej w Sofrinie

Cerkiew Świętego Ducha w Sofrinie
- Cerkiew Wszystkich Świętych Ziemi Ruskiej w Sofrinie
- Cerkiew św. Włodzimierza w Talicach
- Cerkiew św. Mikołaja w Tiszkowie
- Cerkiew Zaśnięcia Matki Bożej w Czeluskinskim

Kaplica Fiodorowskiej Ikony Matki Bożej
- Cerkiew Opieki Matki Bożej w Czerkizowie

Cerkiew św. Aleksandra Newskiego w Czerkizowie